# 1541年官方債項法令
《1541年官方債項法令》（英語：Crown Debts Act 1541；33 Hen 8 c 39）是英格蘭國會的一項法令，在英格蘭法律中引入了官方債項的概念，即官方相對於其他所有債權人對債項享有優先權。
整部法令由《1981年最高法院法令》（現名《1981年高級法院法令》）第152(4)條及附表7 （页面存档备份，存于）廢除。